# Tre tjejer
Tre tjejer (engelska: Mystic Pizza) är en amerikansk romantisk dramakomedifilm från 1988 i regi av Donald Petrie. I huvudrollerna ses Annabeth Gish, Julia Roberts och Lili Taylor. Matt Damon gjorde här sin filmdebut.

## Handling
I staden Mystic, Connecticut, arbetar tre tjejer, Daisy, Kat och Jojo på en pizzeria. Jojo har problem med fästmannen, Daisy träffar den unge rikemanssonen Charlie och Kat har ett förhållande med den gifte mr Travers som hon är barnvakt hos.

## Rollista i urval
- Annabeth Gish - Kat Arujo
- Julia Roberts - Daisy Arujo
- Lili Taylor - Jojo
- Vincent D'Onofrio - Bill
- William R. Moses - Tim Travers
- Adam Storke - Charles Gordon Windsor, Jr.
- Conchata Ferrell - Leona
- Joanna Merlin - Mrs. Araujo
- Porscha Radcliffe - Phoebe Travers
- Arthur Walsh - Manny
- John Fiore - Jake
- Matt Damon - Steamer

## Musik i filmen i urval
- "Don't Let the Stars Get in Your Eyes", skriven av Slim Willet, framförd av Perry Como
- "Serious", skriven av Ashley Hall och Stephanie Tyrell, framförd av Steve Tyrell
- "Is It Hot in Here", skriven av Barry Coffing och Mark Heyes, framförd av Renée Geyer
- "I Ain't Got Nobody", skriven av Spencer Williams och Roger Graham, framförd av Louis Prima
- "Joyride", skriven av Ashley Hall och Stephanie Tyrell, framförd av Larry Greene
- "Respect", skriven av Otis Redding, framförd av Aretha Franklin
- "I've Got You Under My Skin", skriven av Cole Porter, framförd av Frank Sinatra
- "These Are the Times to Remember", musik av Franke Previte och Brad Fiedel, text av Franke Previte, framförd av Jill Colucci

### Fotnoter
1. 1 2  ”Tre tjejer”. IMDB.com. http://www.imdb.com/title/tt0095690/. Läst 19 maj 2012.